# Tomás Banda
Tomás Alejandro Banda Vázquez (León, Guanajuato México, 11 de enero de 1984) es un futbolista mexicano que juega en la posición de volante ofensivo por derecha en el Club León del Fútbol Indoor.

## Trayectoria
Volante ofensivo surgido de la cantera del Monterrey, jugador increíblemente rápido y hábil que llamó fuertemente la atención desde que Daniel Passarella lo debuta en el Clausura 2003 con tan sólo 19 años. En ese torneo anotó 3 goles y fue clave para el campeonato de Rayados. Para enero del 2005 pasa a Cobras en la Primera División A donde juega un semestre regresando después con el Monterrey, desde ahí pasa por varios equipos en Primera A: León, Dorados y Atlante UTN.
Jugó durante 2009 con el club Rio Grande Valley Bravos, de la USL Premier Development League, de los Estados Unidos,
En mayo de 2010, llega en el Draft de la Liga de Ascenso con los Alacranes de Durango, pero en el Apertura 2010, regresó a la Primera División Mexicana con el Club de Fútbol Atlante.

### Clubes
| Club                      | País                | Año         | Partidos | Goles | Media |
| ------------------------- | ------------------- | ----------- | -------- | ----- | ----- |
| C.F. Monterrey            | México              | 2003 - 2004 | 24       | 3     | 0.13  |
| Cobras de Ciudad Juárez   | México              | 2005        | 7        | 0     | 0     |
| León A.C.                 | México              | 2005 - 2006 | 27       | 0     | 0     |
| Dorados de Sinaloa        | México              | 2006 - 2007 | 25       | 1     | 0.04  |
| C.F. Monterrey            | México              | 2007 - 2008 | 8        | 0     | 0     |
| Rio Grande Valley Grandes | Estados Unidos      | 2008 - 2009 | 21       | 2     | 0.1   |
| Atlante U.T.N.            | México              | 2009 - 2010 | 13       | 0     | 0     |
| Atlante F.C.              | México              | 2010 - 2011 | 5        | 0     | 0     |
| Total en su carrera       | Total en su carrera | 2003 - 2011 | 120      | 5     | 0.04  |

## Títulos

### Campeonatos nacionales
| Título  | Club      | País   | Año  |
| ------- | --------- | ------ | ---- |
| Liga MX | Monterrey | México | 2003 |